# Llac de Valencia
El Llac de Valencia o llac dels Tacarigua, és el segon llac d'aigua dolça natural en importància de Veneçuela després del Llac de Maracaibo. Es troba emplaçat en una fossa tectònica coneguda com a Graben de Valencia que es troba entre la Cordillera de la Costa i la Serranía del Interior.

## Descripció
La conca és de tipus endorreica i cobreix 3.150 quilòmetres quadrats. En general, la conca del Llac de Valencia és també coneguda popularment com los Valles de Aragua. En l'actualitat el llac té una extensió de 344 quilòmetres quadrats. En les seves ribes s'aixequen importants centres urbans de Veneçuela com són: Valencia, Maracay, Mariara i San Joaquín.
Les seves ribes van ser centre d'una cultura indígena molt important a Veneçuela. En les acaballes del segle xviii va ser visitat per Alexander von Humboldt.
La conca del Llac de Valencia, de tipus endorreica, rep aportis d'aigua de nombrosos corrents fluvials de curs curt, entre les quals destaquen els rius Güigüe, Turmero, Maracay, Cabriales, Los Guayos i Aragua, que és el més important. Geològicament, el llac és bastant jove, aproximadament d'una edat prepleistocena o del Plistocè mitjà. Al llarg de la seva història el nivell de les seves aigües ha fluctuat significativament, especialment arran del fenomen de captura del riu Tuy (que abans drenava cap al Llac de Valencia) pel llit actual d'aquest riu que drena ara cap al Carib, el que va donar origen al dessecament progressiu de les seves aigües i a la formació extenses planícies de sediments lacustres que converteixen les seves riberes en importants centres agrícoles.
No obstant això, en l'actualitat s'està agreujant el problema de l'augment del nivell del llac, a causa del transvasament de les aigües de la conca de l'Orinoco (embassaments de Pao Cachinche i Pao La Balsa, en el riu Pao) que es fa cap a la conca endorreica del Llac de Valencia, sense haver fet els canals de drenatge per a les aigües sobrants amb la finalitat de treure-les de la conca abans que arribin a un nivell inferior al de sortida de la conca per gravetat, per l'antic curs del riu Cabriales. A conseqüència d'això, els nivells de contaminació de les seves aigües també han vingut augmentant a causa de la important industrialització de les ciutats de Maracay i Valencia, les aigües servides de les quals són abocades directament al llac sense tractament previ, el que fa poc atractiu el desenvolupament d'activitats turístiques o recreatives.